# キングス・カレッジ・スクール
キングス・カレッジ・スクール（King's College School、略名King'sまたはKCS）は、1829年にジョージ4世の勅許を受けて英国国教会により設立された英国の王立パブリックスクール。イートン・グループの加盟校。
創設当時は名門大学キングス・カレッジ・ロンドンの付属校だったが、現在はロンドン西部の郊外ウィンブルドンに校舎を構える小中高一貫校である（現代のイギリスでは大学の付属校なるものは一般的でない）。

## 概要
初等部と中等部は男子校、高等部から共学だが、女子生徒を受け入れ始めたのは2010年から。
サンデー・タイムズ紙によれば、3年連続でロンドンの男子校と共学の成績ランキングで一位を獲得中である（2021年現在）。
"Top boys' or co-ed school in London for third consecutive year"
また、BBCによるとオックスブリッジ（オックスフォード大学とケンブリッジ大学）に合格した卒業生の数が最も多い8校に含まれている。
全寮制ではないものの、男子校の歴史とパブリックスクールの構成からして寄宿学校のような校風が特徴的である。

## 校舎とキャンパス
大講堂グレイト・ホール（Great Hall)を中心に、8万平方メートル以上の敷地を持ち、さらに専用バスで数分移動した先の運動場も含めるとその倍の16万平方メートル以上の土地を占めている。
歴史を感じる講堂や複数の校舎に加え、郊外ならではの広大な敷地と、私立でも珍しいほどモダンで豊富な設備で有名である。
数億円規模のリニューアルはメディアで話題になることも多い。
テムズ川沿いにボートハウスも所有。

## 日本との関わり
福沢諭吉がイギリス滞在中に訪問して、慶應義塾のモデルにした学校がキングス・カレッジ・スクールである。
その所縁もあり、初等部（慶應横浜初等部）・高等部（慶應義塾高等学校）などにおいて交換留学がある。